# حاكم ولاية تكساس
حاكم ولاية تكساس هو رئيس الولاية ورئيس الحكومة والرئيس التنفيذي لولاية تكساس. يدير الحاكم الفرع التشريعي والفرع التنفيذي لحكومة الولاية وهو القائد ولاية تكساس العام للقوات العسكرية . يتمتع الحاكم بسلطة إما الموافقة على مشاريع القوانين التي أقرتها الهيئة التشريعية في تكساس أو الاعتراض عليها ، وعقد المجلس التشريعي. يجوز للحاكم منح العفو في حالات أخرى غير المساءلة (ولكن فقط عندما أوصى بذلك مجلس العفو والإفراج المشروط) أو في حالة الخيانة بإذن من الهيئة التشريعية. الحاكم الحالي هو غريغ أبوت الذي تولى منصبه في عام 2015.